# Jamestown (Carolina do Sul)
Jamestown é uma cidade  localizada no estado norte-americano de Carolina do Sul, no Condado de Berkeley.

## Demografia
Segundo o censo norte-americano de 2000, a sua população era de 97 habitantes.
Em 2006, foi estimada uma população de 96, um decréscimo de 1 (-1.0%).

## Geografia
De acordo com o United States Census Bureau tem uma área de
1,5 km², dos quais 1,5 km² cobertos por terra e 0,0 km² cobertos por água. Jamestown localiza-se a aproximadamente 9 m acima do nível do mar.

## Localidades na vizinhança
O diagrama seguinte representa as localidades num raio de 32 km ao redor de Jamestown.